# Markgrafenheide
Markgrafenheide ist ein Ortsteil von Rostock, anerkanntes Ostseebad (offizieller Titel: Seebad), und liegt im Norden von Mecklenburg-Vorpommern direkt an der Ostsee.

## Lage
Markgrafenheide liegt im Nordosten der Hansestadt Rostock und grenzt im Westen an den Ortsteil Hohe Düne. Dort gibt es eine Autofähre über die Warnow nach Warnemünde. Markgrafenheide liegt unmittelbar an der Ostsee und ist ansonsten von dem Wald der Rostocker Heide umgeben. Am östlichen Ortsrand verläuft der Moorgraben, der über den Radelsee mit dem Breitling verbunden ist.

## Geschichte

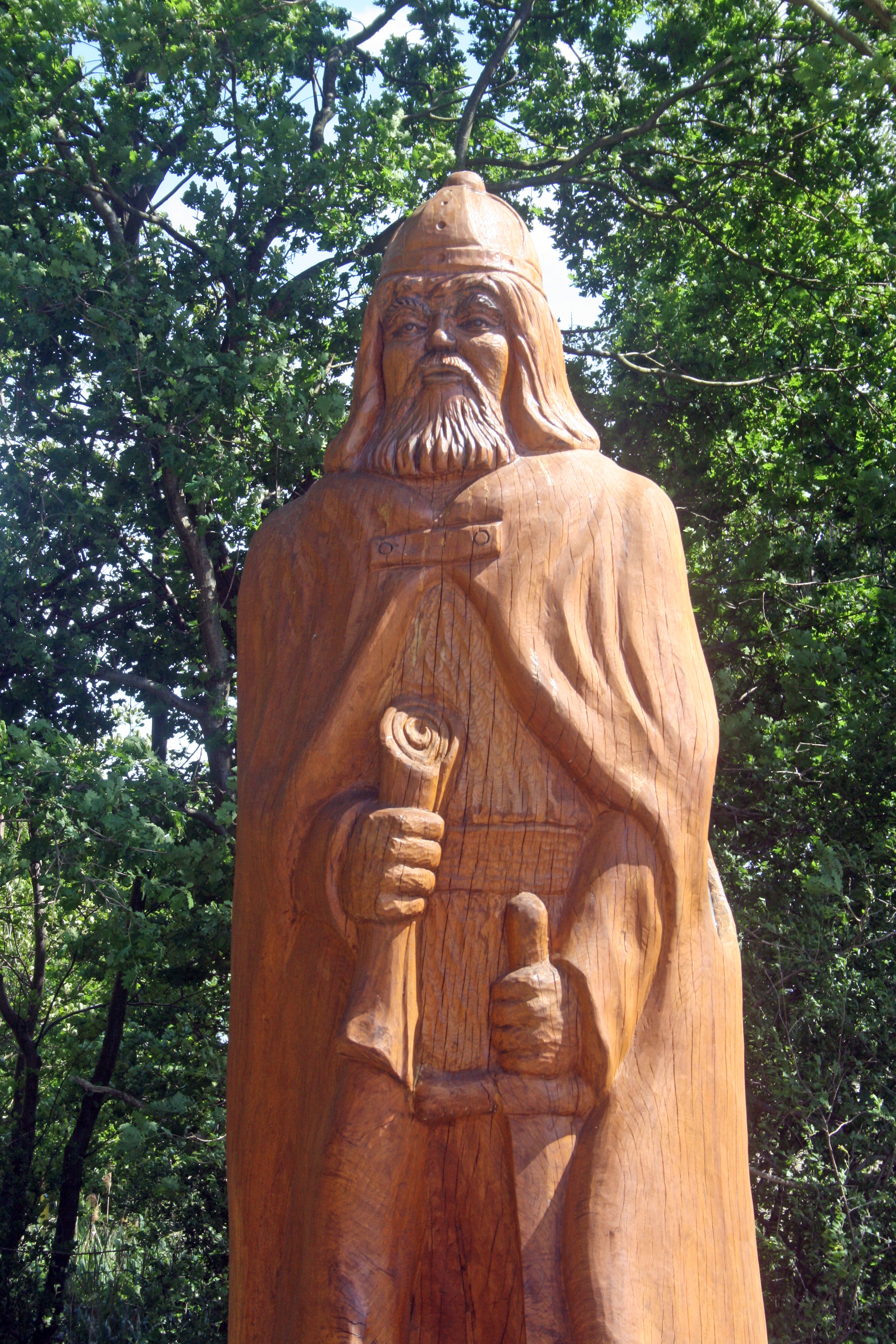
Heinrich Borwin III. von Harald Wroost am östlichen Ortseingang

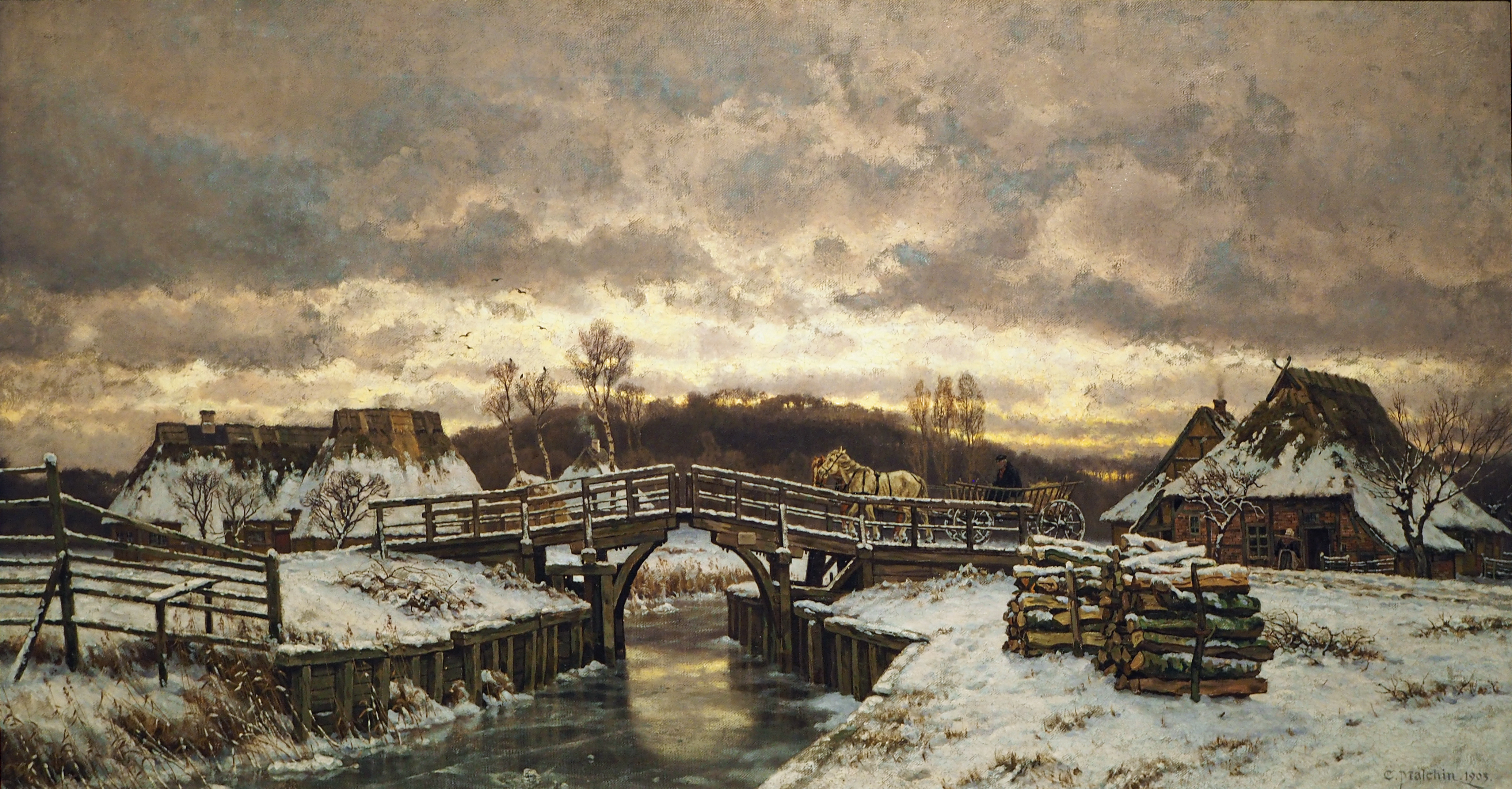
Winter in Markgrafenheide von Carl Malchin (1903)

Am 25. März 1252 soll Fürst Heinrich Borwin III., die Gegend um Markgrafenheide, die „Rostocker Heide“ gegen Zahlung von 450 Mark an die Stadt Rostock verkauft haben.
Markgrafenheide wurde das erste Mal im Jahr 1586 unter dem Namen auf der Markgrafenheide erwähnt. Seit wann Markgrafenheide als Ort angesehen werden kann, ist nicht zu bestimmen.
Die Sagen um den Markgrafen im goldenen Sarg, der in der Heide begraben liegen soll, wie die Namensherkunft belegt, sind fiktiv.
Der Ort war ein Rostocker Außenposten an der Rostocker Heide. Wichtig waren der Zugang zur Heide und die Torfgewinnung im östlich des Ortes gelegenen Moor. Der gestochene Torf konnte in Kähnen durch den Moorgraben zur Warnow und weiter nach Rostock transportiert werden.
Um die Wende vom 19. zum 20. Jahrhundert begann auch in Markgrafenheide der Badebetrieb und die Zahl der Urlauber stieg. 1910 wurde die elektrische Strandbahn Warnemünde–Markgrafenheide in Betrieb genommen. Markgrafenheide war von Rostock aus einfacher erreichbar geworden. Diese Bahn wurde zum Ende des Zweiten Weltkrieges im Mai 1945 stillgelegt und nachfolgend abgebaut.
Zu DDR-Zeiten errichtete der VEB Chemiefaserwerk „Friedrich Engels“ Premnitz 1954 das Zentrale Pionier-Ferienlager „Alexej Maressjew“. Es wurde nach der Wende als „Ostseeferienzentrum Markgrafenheide“ weiter betrieben, und 2012 zugunsten des Neubaus „StrandResort Markgrafenheide“ zum Großteil abgerissen. Ein weiteres Betriebs-Ferienlager eröffnete der VEB Energiekombinat Nord – heute „Strandnest“.

## Wirtschaft
Die Wirtschaft Markgrafenheides ist durch den Tourismus geprägt. Im Ort gibt es Hotels, Pensionen, Restaurants sowie einen Campingplatz. Der größte touristische Anbieter ist die baltic-Freizeit GmbH. In ihrem Ferienpark befinden sich neben Stellplätzen für Zelte und Wohnmobile auch Ferienhäuser und verschiedene gastronomische Einrichtungen; ebenso Minigolf-, Squash- und Tennisplätze. Pro Saison zählt der Campingplatz im Ferienpark etwa 4500 Gäste.

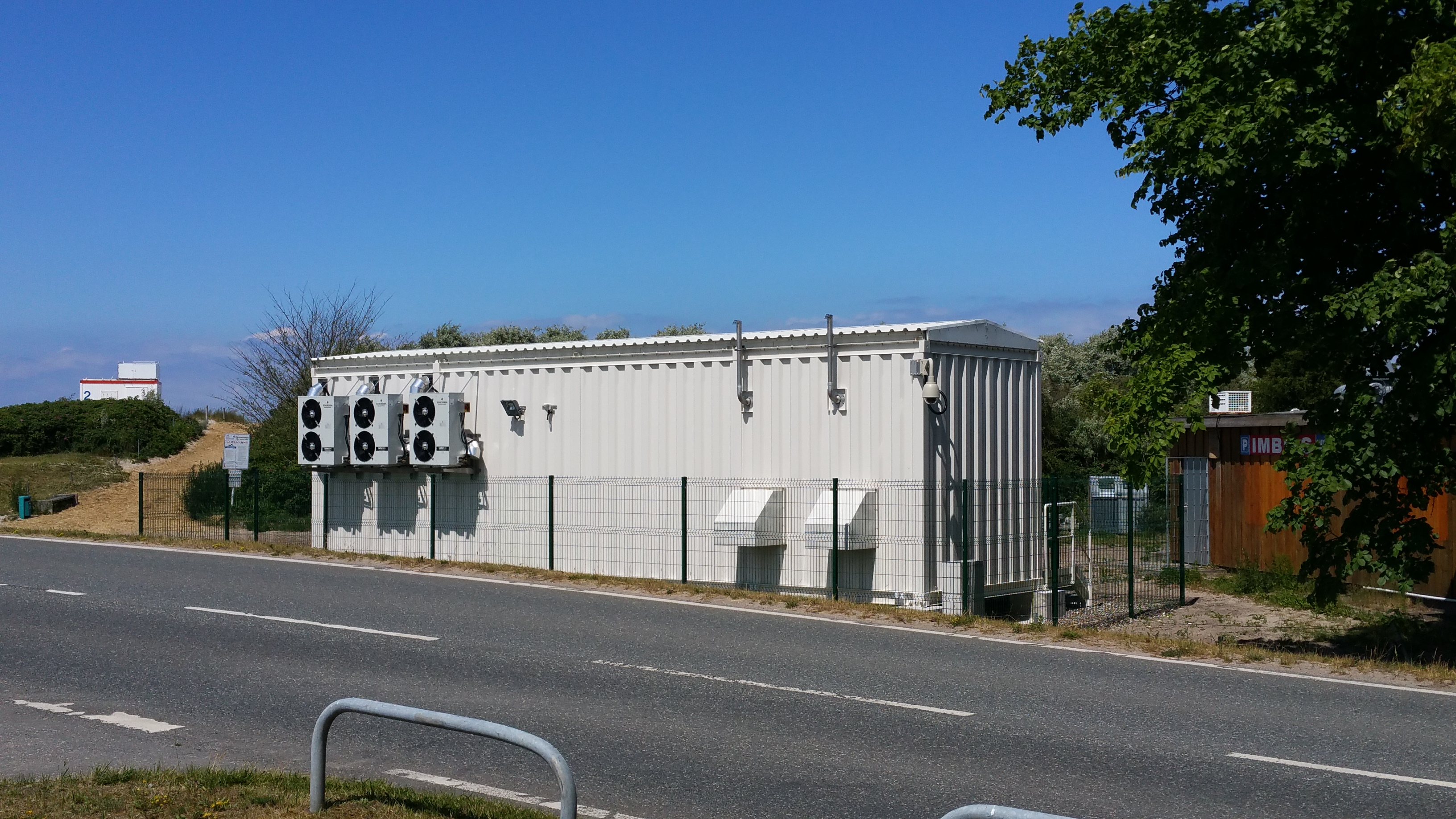
Endpunkt des Glasfaser-Seekabels C-Lion1 in Rostock-Markgrafenheide